# Bul Air
Bul Air ist eine bulgarische Charterfluggesellschaft mit Sitz in Sofia und Basis auf dem Flughafen Sofia. Sie ist eine Tochtergesellschaft der Bulgaria Air.

## Flotte
Mit Stand August 2025 besteht die Flotte der Bul Air aus sechs Flugzeugen mit einem Durchschnittsalter von 24 Jahren.
| Flugzeugtyp     | Anzahl | bestellt | Anmerkungen                              | Sitzplätze | Durchschnittsalter |
| --------------- | ------ | -------- | ---------------------------------------- | ---------- | ------------------ |
| Airbus A319-100 | 1      |          |                                          | - offen -  | 17,2 Jahre         |
| Airbus A320-200 | 2      |          |                                          | 180        | 18,2 Jahre         |
| Boeing 737-300  | 3      |          | einer inaktiv; mit Winglets ausgestattet | 146 148    | 30,1 Jahre         |
| Gesamt          | 6      | -        |                                          |            | 24 Jahre           |